# Hummerbachtal
Das Naturschutzgebiet Hummerbachtal liegt auf dem Gebiet der Gemeinde Extertal im Kreis Lippe in Nordrhein-Westfalen.

## Lage
Das Gebiet erstreckt sich südöstlich von Bösingfeld, einem Ortsteil von Extertal. Östlich des Gebietes verläuft die Kreisstraße 58. Durch das Gebiet fließt der Hummerbach, ein linker Oberlauf der Humme, die ein linker Nebenflusses der Weser ist. Nördlich erstreckt sich das rund 102 Hektar große Naturschutzgebiet Heimbachtal. Östlich des Gebietes verläuft die Landesgrenze zu Niedersachsen.

## Bedeutung
Das etwa 67,8 Hektar große Gebiet mit der Schlüssel-Nummer LIP-050 steht seit dem Jahr 1994 unter Naturschutz.